# Џамија
Џамија је исламска богомоља, мјесто клањања, заједничке молитве муслимана. То, међутим, не укључује светишта, објекте разних секти или других духовних грађевина. Ријеч „џамија“ долази од арапске ријечи جَامِع, а до јужних словенских језика дошла је преко турског. Означава централно место где се врши молитва петком.
У џамији нема слика светаца или пророка, нити религијске музике. Умјесто сликовних приказивања религијских подлога Библије и прича о свецима, у џамијама се појављује арапска калиграфија (умјетност лијепог писања), а умјесто хришћанске црквене музике предавање из Курана, увијек на арапском језику. У вријеме рамазана се рецитује цијели Куран. Уз џамију се често налази и медреса, што је арапска ријеч за школу, која је прије свега исламска, религијски обиљежена образовна установа и обично чини са џамијом јединствен грађевински комплекс. Неки од највеличанственијих примјерака ове врсте архитектуре налазе се у Самарканду.

## Историја
Иако Куранске објаве суштински обесмишљавају постојање верских објеката за молитву исламских верника, јер је за Мухамеда читава земља месџид и молитву је могуће обавити на сваком месту, уколико се испоштују сва установљена правила, прву џамију подигао је сам Мухамед. Док бројна предања подизање ове џамије везују за налог самог Алаха или анђела Џибрила. Ова прва џамија била је једноставно двориште, које је уједно служило и као Мухамедов управни центар. Из мединске џамије развили су се други типови исламских џамија.
О значају џамија, већ у Мухамедово време, говори податак да су арабљански освајачи приликом продора и успостављања полазишта за даља освајања „неверничких земаља”, међу првим објектима у својим логорима подизали џамије. Прва богомоља ван Арапског полуострва подигнута је у војном логору „Басра“ (637. или 638. године), а затим је уследило подизање џамија у Куфи, Фустату, Кејревану и другим местима. У појединим важним центрима, цркве или друге значајне грађевине претваране су у џамије (Дамаск, Медаин, Химс).
Ширењем ислама сваки град је добијао џамију, ускоро и више њих, а и свако село. У Византији су након освајања од стране Турака хришћанске цркве рушене, или у посебним случајевима преграђиване у џамије (нпр. Аја Софија у Истанбулу).

## Уређење џамије
У џамији се често налази молитвена ниша (михраб), али често је довољна и црта, стрелица или плочица са ријечју кибла — како би се одредио правац према Ћаби у Меки, највећем светишту ислама. Саставни дио џамије су просторије са текућом водом или бунар за обављање ритуалног прања (вуду) прије молитве. У предсобљу или на улазу у џамију оставља се обућа, али их се смије и унијети у џамију, само што потплати морају бити окренути један према другом. У џамију се улази десном, а излази лијевом ногом, а под је покривен теписима.
Главна џамија осим тога има проповједаоницу (минбар) за проповијед петком. То је уздигнута платформа, диках, са које се понавља позив на молитву непосредно прије њеног почетка, а кад се не одвија ритуална молитва, са ње се рецитује Куран. Молитвена ниша је мјесто са ког имам (водитељ молитве) води молитву, окренут према Меци. Имам може бити сваки пунољетни муслиман који има прописана знања и влада молитвеним формама. Он излази пред вјернике који су сврстани у правилне редове. Како мушкарци током Службе Божје не смију видјети жене, оне се моле иза мушкараца, одвојене у посебној просторији или на галерији.
Често су једини украс џамије калиграфски исписани стихови из Курана и орнаменти. Приказивање Бога, људи и животиња су забрањени, али има приказа покрајина. У близини џамије често се налазе други важни јавни објекти, као што су хамами, сахат-куле идр.
Џамија није само простор за молитву, него и опште збориште муслимана. Користи се за јавна окупљања код судских поступака као и за окупљање ради јавних објава. Разне групе могу у њој одржавати своје скупове, а дјеца се окупљају у њој да би писала домаће задатке. Често се у њу склањају путници ради воде, заједништва са истомишљеницима и мјеста за спавање.
У различита времена и различитим земљама су превладавали различити типови зграда. Најстарији облик је џамија-двориште окружено аркадама (у Керуану и у Каиру). Слично су старе и џамије са „шумом стубова“ у својој унутрашњости које би требало да подсјећају на палме праџамије (у Кордоби Ла Мескита, ал-Хаким). У вријеме Османлија је била омиљена градња џамија са централним објектом надсвођеним са више купола по узору на цркву Аја Софија у Истанбулу, и два или четири минарета. Објекти џамија са великим унутрашњим двориштем су типични за Иран и Индију, а фантастичне грађевине од блата су честе у подручју Сахела, док се џамије у облику пагода граде у Индонезији.